# QP–3-as konvoj
A QP–3-as konvoj a második világháború egyik hajókaravánja volt, amely a Szovjetunióból indult nyugatra. A QP kód az irányt (keletről nyugatra), a 3-as a konvoj sorszámát jelenti. A 10 kereskedelmi hajó és kísérőik 1941. november 27-én indultak el Arhangelszkből, és december 3-án érkeztek meg. Az utat valamennyi hajó sértetlenül megtette.

## Hajók

### Kereskedelmi hajók
| A hajó neve   | Nemzetisége        |
| ------------- | ------------------ |
| Andre Marti   | Szovjetunió        |
| Arkosz        | Szovjetunió        |
| Empire Baffin | Egyesült Királyság |
| Harpalion     | Egyesült Királyság |
| Hartlebury    | Egyesült Királyság |
| Kuzbassz      | Szovjetunió        |
| Orient City   | Egyesült Királyság |
| Queen City    | Egyesült Királyság |
| Reboljucioner | Szovjetunió        |
| Temple Arch   | Egyesült Királyság |

### Kísérőhajók
| A hajó neve   | Nemzetisége        | Típusa                   |
| ------------- | ------------------ | ------------------------ |
| HMS Bramble   | Egyesült Királyság | Aknaszedő                |
| HMS Grossamer | Egyesült Királyság | Aknaszedő                |
| HMS Hamlet    | Egyesült Királyság | Tengeralattjáró-elhárító |
| HMS Hussar    | Egyesült Királyság | Aknaszedő                |
| HMS Interpid  | Egyesült Királyság | Romboló                  |
| HMS Kenya     | Egyesült Királyság | Könnyűcirkáló            |
| HMS Macbeth   | Egyesült Királyság | Tengeralattjáró-elhárító |